# Frank Foster (Countrysänger)
Frank Foster (* 22. Januar 1982 in Cypress Bottom, Louisiana) ist ein US-amerikanischer Country- und Country-Rock-Sänger.

## Biografie
Beeinflusst wurde Frank Foster von seiner Familie: von seinem Vater, der die Musik von Hank Williams spielte, und seinem Großvater, der Waylon Jennings und Southern Rock bevorzugte. In seiner College-Zeit begann er, eigene Musik zu schreiben und aufzutreten. Er arbeitete erst einige Zeit auf einer Ölplattform im Golf von Mexiko, bevor er sich entschloss, Musiker zu werden. In Louisiana, Texas und Alabama machte er sich einen Namen mit Auftritten. 2011 produzierte er sein erstes Album Rowdy Reputation in Eigenregie. Auch danach beschloss er unabhängig zu bleiben und sich keinem Label anzuschließen.
Nachdem das Debütalbum sich lokal ganz gut verkauft hatte, veröffentlichte er bereits ein Jahr später Red Wings and Six Strings. Damit kam er erstmals in die US-Countrycharts und die Indie-Charts. Es folgten im Jahrestakt die Alben Southern Soul, mit dem er es auch in die offiziellen Albumcharts schaffte, und Rhythm and Whiskey, mit Platz 4 in den Country- und Platz 21 in den offiziellen Charts sein bislang erfolgreichstes Album. Es verkaufte sich mehr als 10.000 Mal. Für die Veröffentlichung hatte er sein eigenes Label Lone Chief Records ins Leben gerufen.
Das nächste Album Boots on the Ground erschien etwas verspätet Anfang 2016, Good Country Music folgte noch im selben Jahr. Es war das erste Album, bei dem bei einigen Songs auch Co-Autoren beteiligt waren, ansonsten hatte er alle seine Lieder alleine geschrieben. Musikalisch orientierte er sich weiterhin an seinen Wurzeln, der Outlaw-Musik der 1970er und den Rockeinflüssen des Country-Rock und des Southern Rock. Obwohl er in den Country- und Independent-Charts weiterhin gut platziert blieb, verfehlte er aber die Top 100 der Albumcharts. 2017 legte er eine Pause ein, aber auch mit seinem siebten Album ’Til I’m Gone konnte er an seine besten Platzierungen nicht mehr herankommen.

## Diskografie

### Alben
| Jahr | Titel                     | Höchstplatzierung, Gesamtwochen, AuszeichnungChartplatzierungen (Jahr, Titel, Platzierungen, Wochen, Auszeichnungen, Anmerkungen) | Höchstplatzierung, Gesamtwochen, AuszeichnungChartplatzierungen (Jahr, Titel, Platzierungen, Wochen, Auszeichnungen, Anmerkungen) | Anmerkungen |
| Jahr | Titel                     | US | Country | Anmerkungen |
| ---- | ------------------------- | --- | --- | ----------- |
| 2012 | Red Wings and Six Strings | — | Country30 (1 Wo.)Country |             |
| 2013 | Southern Soul             | US67 (1 Wo.)US | Country11 (4 Wo.)Country |             |
| 2014 | Rhythm and Whiskey        | US21 (1 Wo.)US | Country4 (3 Wo.)Country |             |
| 2016 | Boots on the Ground       | US86 (1 Wo.)US | Country7 (2 Wo.)Country |             |
| 2016 | Good Country Music        | US113 (1 Wo.)US | Country13 (1 Wo.)Country |             |
| 2018 | ’Til I’m Gone             | US160 (1 Wo.)US | Country16 (1 Wo.)Country |             |
| 2020 | The Way It Was            | — | — |             |

Weitere Veröffentlichungen
- 2011: Rowdy Reputation

### Singles
- 2014: Outlaw Angel
- 2014: Southern Man